# Осада Себежа
Осада Себежа — событие русско-литовской войны 1534—1537 годов. Армия Великого княжества Литовского и Польского королевства потерпела разгромное поражение при осаде русской крепости Себеж.

## Предыстория
После начала новой русско-литовской войны крепость Себеж (изначально Ивангород-на-Себеже) была за короткое время возведена на занятых Русским государством приграничных территориях Литвы. Строительством крепости по новейшим фортификационным технологиям того времени руководил итальянский мастер Петрок Малый Фрязин. Место для новой крепости было выбрано на глубоко выдающемся в Себежское озеро мысу, что само по себе служило прекрасной защитой. Деревянные сооружения Себежа были защищены со всех сторон продуманной системой земляных валов и бастионов. Первым воеводой в Себежскую крепость был назначен боярин Иван Бутурлин. Гарнизон крепости был хорошо вооружён артиллерией.
После того как польско-литовская сторона в результате долгой осады захватила Стародуб и с большой жестокостью вырезала его население, взоры короля Сигизмунда I в 1536 году обратились к Себежу. К нему приступило 20-тысячное польско-литовское войско под командованием киевского наместника Андрея Немировича и полоцкого воеводы Яна Глебовича. Российский историк М. Кром считает, что количество войск Немировича и Глебовича, которое указано в летописях, сильно преувеличено. Он считает, что «вероятно, ближе к истине данные, сообщенные в конце марта из Вильна прусскому князю Альбрехту Н. Нипшицем: по его словам, под Себежем было примерно 1200 человек „наших“, то есть литовцев». Есть данные и о том, что русский гарнизон Себежа до осады нанял 80 немецких солдат в Ливонии.

## Осада
Военачальники Сигизмунда без успеха попытались взять Себеж сходу. Когда это не удалось, Себеж подвергся массированному обстрелу польско-литовской артиллерии. Однако эффективность обстрела из-за неумелых действий осаждавших и хороших земляных укреплений Себежа, а также его выгодного расположения, была низкой. Неоднократно под огнём своих же орудий гибли солдаты Сигизмунда, толпившиеся на узком перешейке перед воротами крепости. Всё это вызывало смятение в стане осаждавших, чем в решающий момент воспользовался гарнизон крепости. Воеводы Засекин и Тушин совершили неожиданную вылазку, действуя решительно и умело под прикрытием крепостных батарей. Под натиском русского гарнизона польско-литовские ратники в тяжёлых латах начали беспорядочно отступать по тонкому льду озера, бросив пушки и знамёна. Лёд под бегущими начал ломаться. Преследовавшие их более лёгкие русские ратники секли и топили врага в ледяной воде. 
Потери польско-литовской стороны на Себежском озере оцениваются по-разному. Согласно Вологодско-Пермской летописи, они составили больше тысячи человек. Н. Нипшиц в письме прусскому князю утверждал, что войска Великого княжества Литовского и Королевства Польского потеряли не более 20 человек.

## Последствия
Поражение под Себежем убедило литовскую сторону в необходимости начать переговоры. Русское правительство также было заинтересовано в мире, ввиду возросшей угрозы со стороны Крымского и Казанского ханств. Переговоры упёрлись в вопрос о выдаче пленных и территориальные вопросы. В Литве содержались немногочисленные, но более знатные русские пленники, тогда как в плену у русских было значительно больше менее знатных литовцев. После долгих прений в 1537 году было заключено перемирие, по которому из-за упорства Литвы размен пленными так и не произошёл, а территориальный вопрос был решён по фактическому положению дел на тот момент. Гомельская волость, на которую претендовало Русское государство, отошла к Литве, а крепости Себеж, Велиж и Заволочье, располагавшиеся на прежних литовских территориях, официально признавались за Русским государством.
В память о ратном подвиге себежан великая княгиня Елена Глинская повелела возвести в Себеже каменный Троицкий собор; строительство его началось уже в 1537 году, а завершилось в 1544 году (не сохранился).